# Quad Super Extended Graphics Array

Standardowe rozdzielczości ekranowe

QSXGA (ang. Quad Super Extended Graphics Array) – jeden ze standardów rozdzielczości ekranu. Rozdzielczość ekranu w tym standardzie wynosi 2560×2048 piksele. Jest to najwyższa rozdzielczość z proporcji 5:4.